# مافيا: ديفنايتف ايديشن
مافيا: ديفنايتف ايديشن (بالإنجليزية: Mafia: Definitive Edition) هي لعبة فيديو من نوع مغامرات، من تطوير شركة هانجار 13، ومن نشر شركة تو كي جيمز، اللعبة هي نسخة مُحسنة من لعبة مافيا: مدينة الجنة المفقودة الذي صدرت في أغسطس في عام 2002، أُعلن عن اللعبة في مايو في عام 2020، صدرت اللعبة في 25 سبتمبر 2020، على بلايستيشن 4، إكس بوكس وان، مايكروسوفت ويندوز.

## طريقة اللعب
لعبة مافيا: ديفنايتف ايديشن لعبة مطورة ومُحسنة من لعبة مافيا: مدينة الجنة المفقودة، تم عمل إعادة صنع للعبة مع تعديلات وقصة مُعدلة، يتحكم اللاعب بشخصية تومي إنجلو، تدور أحداث اللعبة في ثلاثينيات القرن الماضي، تم إضافة دراجات نارية، تم أيضا إضافة مستوى صعب، من خلاله ستتغير سرعة استجابة الشرطة للجرائم لتكوّن أكثر واقعية من لعبة مافيا: مدينة الجنة المفقودة.